# たもかく
たもかくは、只見木材加工共同組合の略称、または同組合を母体として設立された株式会社の名称。

## 沿革
只見木材加工共同組合は1979（昭和54）年に只見町の製材業者が結成した同業者組合で、当初は補助金を受けて木材加工工場を建設し事業を行っていた。しかしこの事業は赤字で、木を切るより森林を残して都市から人を呼び込む方針に転じた組合は、リフォームした古い民家や山林の売買斡旋などを手がけるようになった。用地取得に資金を必要とした組合は株式会社「たもかく」を設立、同年から「土地付き緑のオーナー」の募集を開始した。
1994 （平成6）年には古本やCDを定価の1-2割で購入、代金の代わりに雑木林を提供する事業を開始、集めた本を販売する古書店を開店した。この事業は異色の町おこしとして注目され、1995 （平成7）年までに6500人から5万冊を集めた。1998年には東京にも古書店を出店した。しかし都市部における大手古書店チェーンの浸透で大口の購入客が減少し、事業には課題が出てきている。
2024年（令和 6 年 ）2 月 5 日には創業者・代表取締役である吉津耕一が急逝した。このことより、翌日より臨時休業状態であり、再開の目処が立っていない状況である。

## 注
1. ↑  吉津耕一「たもかくの森林リゾート事業」『観光』、日本観光協会、1992年11月、21-25頁、ISSN 0917-0618。
2. ↑  「話題のまち 評判のしせつ 活力のある山林こそが観光客に喜ばれる 株式会社「たもかく」 福島県只見町」『観光』、日本観光協会、1994年9月、52-58頁、ISSN 0917-0618。
3. ↑  『日本経済新聞』1989（平成元）年12月8日付東北地方24面。
4. ↑  「家庭の古本や中古CD 雑木林と交換します たもかく」『日本経済新聞』1994年1月13日付12面。
5. ↑  「古本売って山林オーナー 福島・只見町 本の再活用と自然保護両立」『日経流通新聞』1995年11月4日付5面。
6. ↑  『日経流通新聞』1995年11月4日付5面。
7. ↑  「[ニッポン紀行] 福島・只見町の「森と本」交換9年目 試練に挑む「古本の街」」『日本経済新聞』2002年6月16日付31面。